# Prionomastix nikolskayae
Prionomastix nikolskayae är en stekelart som beskrevs av Trjapitzin 1989. Prionomastix nikolskayae ingår i släktet Prionomastix och familjen sköldlussteklar. Inga underarter finns listade i Catalogue of Life.